# YON (04 Limited Sazabysのシングル)
「YON」（よん）は、日本のロックバンド、04 Limited Sazabysの1枚目のシングル。2014年9月3日発売。発売元はNo Big Deal Records。

## 概要
バンドとしては初のシングルリリース。リリースする作品が4作目であること、収録曲数が4曲であること、バンド名が04 Limited Sazabysであることから名刺代わりになるといった考えと、文字を見た時の形、バランスがいいものがいいといったことから「YON」（よん）と命名された。
初回限定盤には2014年4月26日に名古屋E.L.Lにて開かれたmonolith tour 2014 finalのライブ映像とバンドの合宿オフショットムービーが収録されている。

## 収録曲
1. swim [3:26]
本作のリードトラック。PVが制作されている。
2. labyrinth [2:08]
3. ghost [2:37]
4. No way [3:24]

## カバー
swim
- MyGO!!!!!［高松燈（羊宮妃那）］ - ゲーム『バンドリ! ガールズバンドパーティ!』に収録（2023年9月16日追加[2]）。